# Malephora pienaarii
Malephora pienaarii är en isörtsväxtart som beskrevs av Van Jaarsv. Malephora pienaarii ingår i släktet Malephora och familjen isörtsväxter. Inga underarter finns listade i Catalogue of Life.